# Каннабих, Юрий Владимирович
Ю́рий Влади́мирович Канна́бих (23 сентября (5 октября) 1872, Санкт-Петербург — 3 февраля 1939, Москва) — русский и советский психиатр, психотерапевт и психоаналитик, доктор медицинских наук, профессор, заслуженный деятель науки РСФСР. Один из пионеров, организаторов и лидеров российского психоаналитического движения, а также нервно-психиатрических санаториев в СССР. Писал сатирические стихи под псевдонимом Юрий Светогор.

## Биография
Юрий (при крещении был наречён Георгием, но всю  жизнь пользовался другим вариантом того же канонического имени) Владимирович Каннабих родился 5 октября 1872 года в Санкт-Петербурге в семье инженер-штабс-капитана Владимира Филипповича Каннабиха и его жены Александры Дмитриевны, урождённой Свешниковой. Внук генерал-лейтенанта Филиппа Ивановича Каннабиха (1804—1874) и контр-адмирала Дмитрия Ивановича Свешникова (1817—1877; он вместе с дочерью Натальей был восприемником внука при крещении 7 октября в Исаакиевском соборе), правнук генерал-майора Ивана Яковлевича Каннабиха и главного мастера «математико-физических мореходных инструментов» Черноморского флота Ивана Васильевича Свешникова.
В 1899 году окончил медицинский факультет Московского университета. В 1898 году проходил стажировку в клинике Э. Крепелина в Гейдельберге. После окончания обучения работал ординатором в Пропедевтической терапевтической клинике Московского университета с 1900 по 1903 годы.
С 1905 по 1909 годы Ю. В. Каннабих работал ординатором Центрального полицейского приёмного покоя для душевнобольных под руководством А. Н. Бернштейна, где занимался врачебной, научно-исследовательской, педагогической и общественной деятельностью.
С 1909 по 1917 годы Ю. В. Каннабих заведовал медицинской частью подмосковного санатория «Крюково», который был ориентирован на лечение различных пограничных состояний и в первую очередь неврозов. Сотрудничал с Н. А. Вырубовым, Г. Роршахом. В 1914 году Ю. В. Каннабих защитил докторскую диссертацию на тему «Циклотимия, её симптоматология и течение».
С 1917 по 1919 годы работал ординатором Алексеевской психиатрической больницы (ныне Московская психиатрическая больница № 1). В 1920 году Ю. В. Каннабих принимал участие в организации Туркестанского университета и был избран профессором кафедры психиатрии этого вуза.
В 1921 году возвратился в Москву, где продолжил врачебную и исследовательскую работу в санатории «Стрешнево», в котором проработал до 1938 года. В качестве профессора читал лекции по медицинской психологии в Высшей медицинской школе (3-м Московском медицинском институте), в которой преподавал до 1924 года.
В 1922 году был одним из организаторов Русского психоаналитического общества (РПСАО). В 1924 году стал членом бюро этого общества, а с 1927 по 1930 годы был его председателем.
С 1924 по 1929 годы Ю. В. Каннабих работал врачом в психиатрической клинике Первого Московского медицинского института, а также читал факультативный курс психотерапии для студентов и врачей. С 1925 по 1928 годы читал лекции по психиатрии и психотерапии на курсах усовершенствования в Невропсихиатрическом диспансере Наркомздрава.
С 1929 по 1936 годы Ю. В. Каннабих заведовал отделом истории психиатрии в Институте невропсихиатрической профилактики. С 1936 года до самой смерти заведовал кафедрой психиатрии 3-го Московского медицинского института.
Юрий Владимирович Каннабих скончался 3 февраля 1939 года в Москве. Похоронен на Новодевичьем кладбище, ниша находится в стене Новодевичьего монастыря.

## Научная деятельность
Ю. В. Каннабих особое внимание уделял различным пограничным состояниям (неврозам, психопатиям, реактивным состояниям), истории психиатрии и новейшим психологическим идеям. Интересовался проблемами философии, литературы и искусства, которым посвятил несколько статей и ряд выступлений. В 1906 году опубликовал статью «Массовое внушение и преступные гипнотизеры», в которой обличал организаторов еврейских погромов в России.
Ю. В. Каннабих активно интересовался психоаналитическими идеями и практиковал психоаналитическую терапию. Пришёл к выводу о целесообразности использования психоанализа при лечении истерии, невроза навязчивых состояний, фобий и психосексуальных отклонений. Уделял всевозрастающее внимание проблемам истории психиатрии и читал лекции по «Истории психиатрических учений».
В 1910—1914 годах Ю. В. Каннабих принимал участие в организации и издании психоаналитически ориентированного междисциплинарного научного журнала «Психотерапия. Обозрение вопросов психического лечения и прикладной психологии». Состоял членом редакционной коллегии этого журнала и опубликовал в нём серию статей об эволюции и современном состоянии психотерапии.
Ю. В. Каннабих оценивал психоанализ как глубоко оригинальное учение, продвинувшее вперед знания о многих механизмах человеческого поведения, в том числе о бессознательном, комплексах, психологических защитах, символике, сексуальности, первобытной психике. Постоянно отмечал и подчеркивал бесспорное значение психоанализа как метода лечения, но предостерегал против чрезмерного распространения теории З. Фрейда на разнообразные явления культуры и социальной жизни.
Ю. В. Каннабих одним из первых указал на значение трудов И. П. Павлова и В. М. Бехтерева для понимания и терапии неврозов. В 1928 году опубликовал «Историю психиатрии», в которой исследовал эволюцию психиатрии с первобытных времён до 20-х годов XX века. На протяжении десятилетий эта книга была единственным в мире исследованием такого ранга и поныне не утратила многих своих достоинств. На основе исследований истории и современного состояния психиатрии выявил поворот психиатрии в сторону психологии в начале XX века (в значительной части связанный с появлением учения З. Фрейда), позволяющий прояснить существенные моменты истории, логики, методологии и взаимодействия этих наук.
В 1934 году Ю. В. Каннабихом и его женой Софьей Абрамовной Лиознер (1876—1968) был описан симптом Каннабиха — Лиознер — псевдогаллюцинации в виде беззвучных окликов, принадлежащих совершенно незнакомым лицам, и обращений к больным по уменьшительному имени. Характерны для начальной или рудиментарно протекающей шизофрении. Рассматривались как специфическое для шизофрении проявление психического автоматизма, разыгрывающегося в одной из сенсорных областей (слуховой).
Ю. В. Каннабих сыграл значительную роль в исследовании циклотимии, пограничных состояний, шизофрении, организации курортотерапии функциональных заболеваний нервной системы и пропаганде научных знаний о психиатрии, психотерапии, психологии и психогигиене.

### Основные труды
- Каннабих Ю. В. К вопросу о свободе воли (Данные гипнологии и психопатологии) // Вопросы философии и психологии. — 1907. — № 87. — С. 171—225.
- Каннабих Ю. В. Эволюция психотерапевтических идей в XIX веке. — М., 1910.
- Каннабих Ю. В. Лечение психоневрозов. — 1926.
- Каннабих Ю. В. Психотерапия. — 1927.
- Каннабих Ю. В. Что такое душевные болезни. — 1928.
- Каннабих Ю. В. История психиатрии. — Л.: Государственное медицинское издательство, 1928.
- Каннабих Ю. В. Исторические пути френологических идей и личная судьба их творца. К столетию смерти Галля. — 1929.
- Каннабих Ю. В. Психоанализ. — 1931.
- Каннабих Ю. В. Гегель и психиатрия. — 1931.
- Каннабих Ю. В. Место гипноза в системе советской психотерапии и психогигиены. — 1934.
- Каннабих Ю. В. История психиатрии. — М.: Академический проект, 2012.